# ماتز سيلس
ماتز سيلس (26 فبراير 1992 بلجيكا - ) هو لاعب كرة قدم بلجيكي، يلعب كحارس مرمى.

## وصلات خارجية
ماتز سيلس على موقع الاتحاد الأوربي (الإنجليزية)
- ماتز سيلس على موقع الاتحاد البلجيكي (الإنجليزية)
- ماتز سيلس على موقع إي إس بي إن إف سي (الإنجليزية)
- ماتز سيلس على موقع قاعدة بيانات كرة القدم.إي يو (الإنجليزية)
- ماتز سيلس على موقع ليكيب (الفرنسية)
- ماتز سيلس على موقع ناشيونال فوتبول تيمز (الإنجليزية)
- ماتز سيلس على موقع Soccerbase.com (لاعب) (الإنجليزية)
- ماتز سيلس على موقع Soccerway.com (الإنجليزية)
- ماتز سيلس على موقع عالم كرة القدم.نت (الإنجليزية)
- ماتز سيلس على موقع AS.com (الإسبانية)